# Javier Ponce Roque
Javier Ponce Roque (Puno, 5 de marzo de 1977) es un administrador y político peruano. Es el actual alcalde de la provincia de Puno desde el 1 de enero del 2023, siendo elegido en las elecciones municipales del 2022 para el periodo 2023-2026.

## Biografía
Javier Ponce Roque nació en la ciudad de Puno, el 5 de marzo de 1977.
Ingresó a la Universidad Continental, donde estudió como bachiller en Administración y se graduó en el año 2019.
En el año 2020 laboró como servidor especializado en Comunicación Social en el Establecimiento de Salud de Cotahuasi del Gobierno Regional de Arequipa.

## Trayectoria
En el año 2006, Javier Ponce participó en el ámbito político como candidato a regidor provincial de Puno por el partido político Restauración Nacional en las elecciones municipales y logró resultar elegido, ejerciendo el cargo desde el 1 de enero del 2007 hasta el 31 de diciembre del 2010.

### Alcalde de Puno
En las elecciones municipales del año 2010, Javier Ponce postuló a la alcaldía de la provincia de Puno y quedó en el tercer lugar con 14,897 votos de preferencia. Intentó nuevamente en las elecciones del año 2014 y en las elecciones del año 2018, como miembro del movimiento regional Poder Andino.
Finalmente en las elecciones municipales del año 2022, Javier Ponce logró salir elegido como alcalde de la provincia de Puno tras vencer al candidato y exalcalde puneño Mariano Portugal. Luego el 1 de enero del 2023, Javier Ponce fue juramentado como alcalde para el periodo municipal 2023-2026.